# Charles Planet
Charles Planet (Remiremont, 30 ottobre 1993) è un ex ciclista su strada ed ex ciclocrossista francese.
È stato professionista dal 2014 al 2024.

## Palmarès

### Strada

#### Altri successi
- 2019 (Team Novo Nordisk)

Classifica sprint intermedi Tour de Pologne

### Ciclocross
- 2017-2018

Chazal Cup (Vittel)
Neuves-Maisons

## Piazzamenti

### Classiche monumento
- Milano-Sanremo

2015: 143º
2016: 158º
2017: 142º
2018: 131º
2019: 139º
2021: 168º